# Стереофотография
Стереофотогра́фия (от др.-греч. στερεός «стереос» — «пространственный»), 3D-фотогра́фия — разновидность фотографии, позволяющая видеть заснятую сцену объёмной за счёт бинокулярного зрения. Стереофотосъёмка производится одновременно с двух и более ракурсов (точек съёмки), в результате чего получается стереопара, части которой раздельно рассматриваются глазами зрителя. Объём также может регистрироваться методами голографии, но она основана на совершенно других принципах и не считается разновидностью стереофотографии.

Параллельная стереопара моста и замка Св. Ангела в Риме.

## История стереофотографии

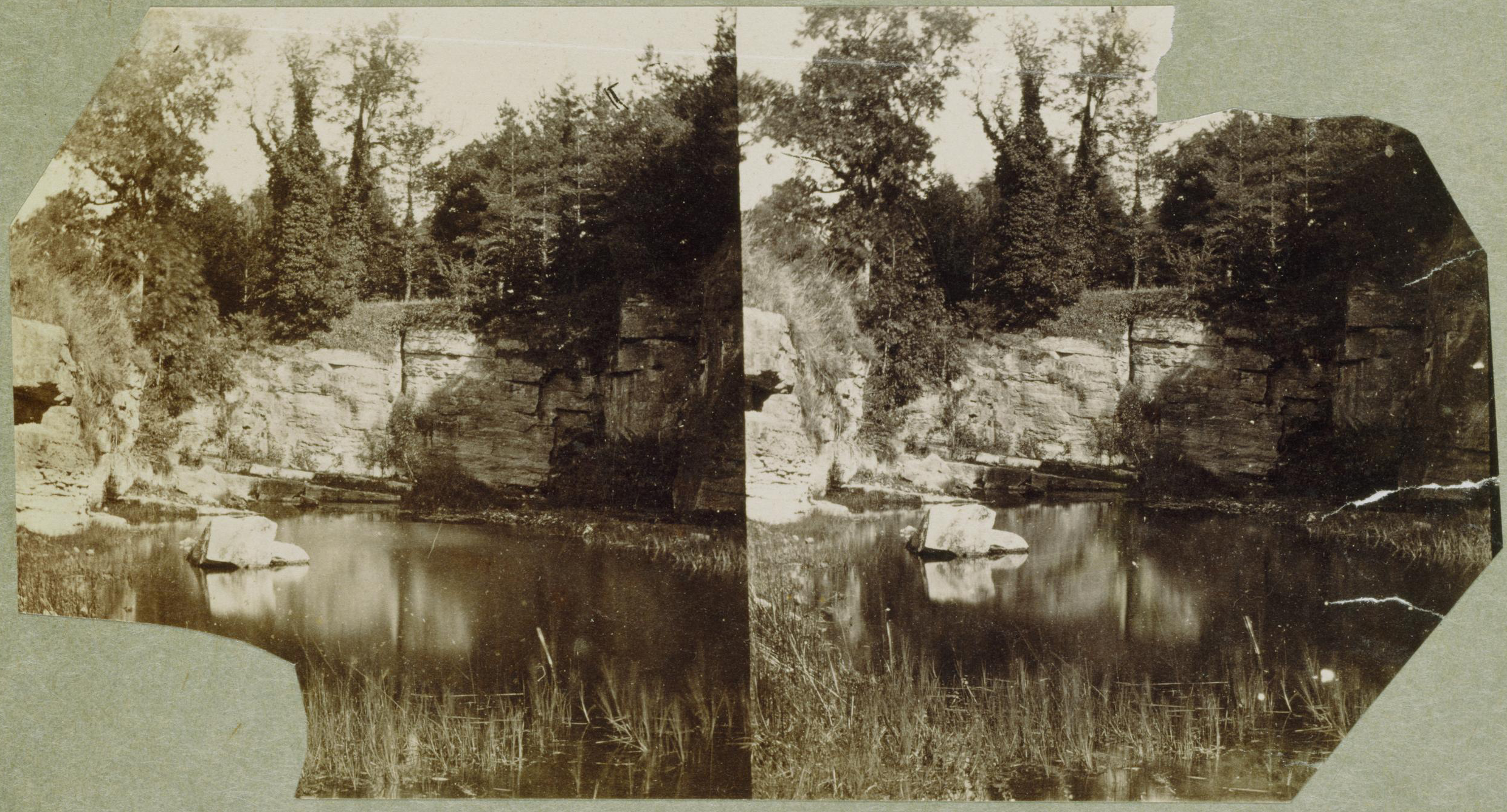
Клементина Гаварден. Дандрамский карьер, между 1857 и 1860. Стереоскопическая пара.

Стереофотография получила широкое распространение в Великобритании в середине XIX века. Одним из пионеров стереофотографии считается британская аристократка и фотограф-любитель Клементина Гаварден. Она делала по две фотографии ландшафтов вокруг поместья Дандрам с небольшим смещением для создания трёхмерного эффекта. Историк фотоискусства Кимберли Родс считала, что эти ранние работы Гаварден не могут быть оценены как произведения высокого искусства и, вероятно, из-за этого не экспонировались при её жизни. К настоящему времени сохранилось большое число её стереоскопических пар, снятых в поместье Дандрам в Ирландии в 1857—1864 годах, которое после смерти отца унаследовал её супруг. Значительное их число в настоящее время входит в коллекцию Музея Виктории и Альберта в Лондоне. Для просмотра стерео-карточек избрели в 1850-х годах несложные ручные стереоскопы. Одним из первых их изобрёл учёный Дэвид Брюстер.

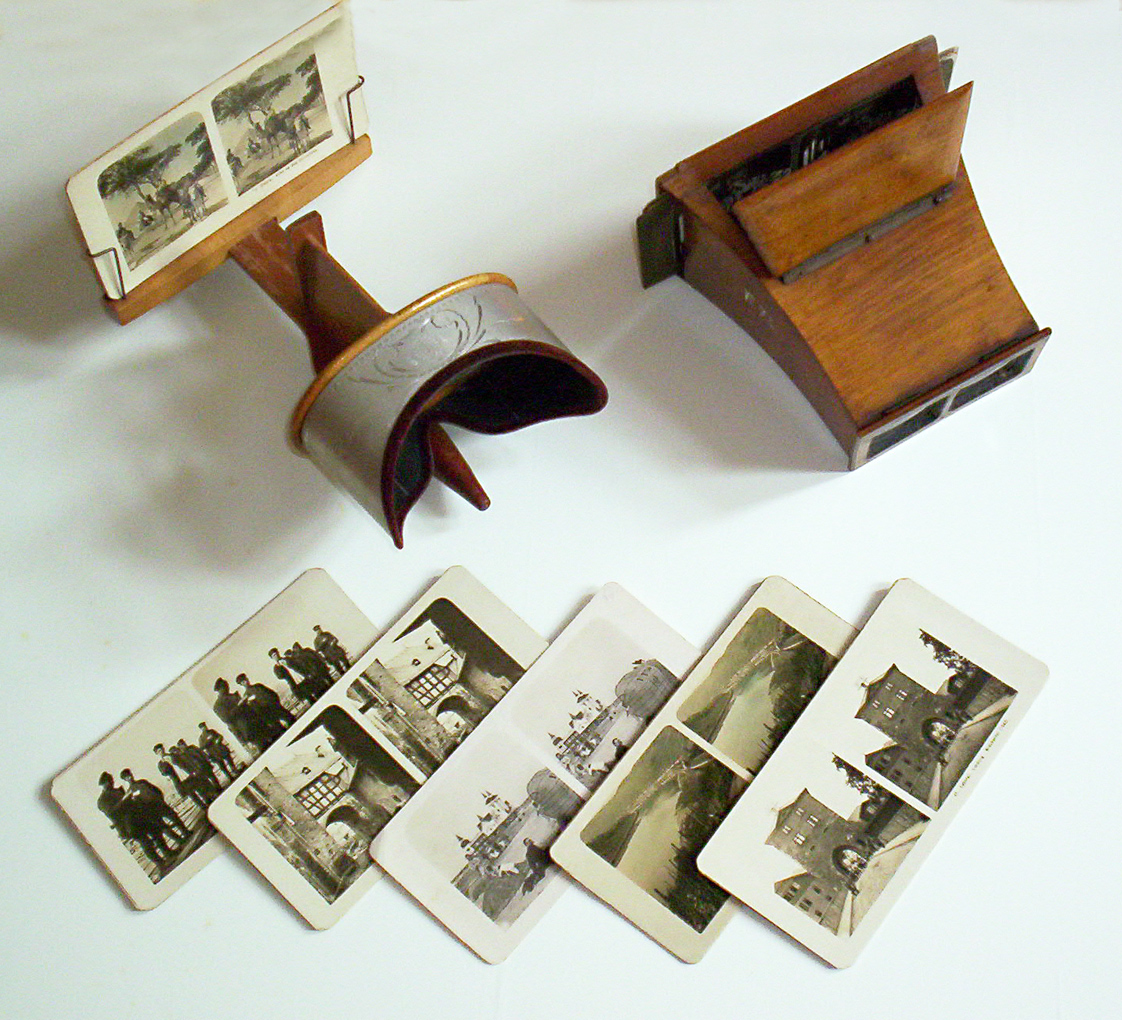
Ручные стереоскопы для стереокарточек.

## Методы стереофотографии
Для получения стереопары необходимо снять одни и те же объекты с двух разных точек, отстоящих друг от друга по горизонтали на расстоянии стереобазиса. При этом не имеет принципиального значения, как эти снимки сделаны: в два приёма одним обычным фотоаппаратом, который перемещают из одной в точки в другую, двумя спаренными одинаковыми фотоаппаратами («фотоспаркой») или специализированным стереофотоаппаратом. Ещё один способ стереосъёмки предполагает использование специальной стереонасадки на объектив обычной фотокамеры. Такая насадка с помощью призм или зеркал строит в границах кадрового окна изображение, состоящее из двух, полученных с разных ракурсов. Специализированные стереофотоаппараты содержат два и более объективов, снимающих один и тот же объект с разных точек.
Каждый из способов обладает своими достоинствами и недостатками. Наиболее простой считается съёмка обычным фотоаппаратом, перемещаемым по горизонтали, иногда по специальной направляющей. Однако такая техника непригодна для съёмки движущихся объектов, успевающих переместиться между двумя экспозициями. Два одинаковых фотоаппарата по той же причине требуют точной синхронизации затворов. Наиболее удобна съёмка специализированной стереокамерой, которая фактически конструктивно объединяет в общем корпусе два фотоаппарата с раздельными затворами, но общим видоискателем и лентопротяжным трактом (для цифровой техники — с двумя матрицами). Такие фотоаппараты могут содержать более двух объективов, обеспечивая многоракурсную съёмку, предназначенную для специальных технологий демонстрации, позволяющих фактически «заглядывать» за основной объект съёмки.

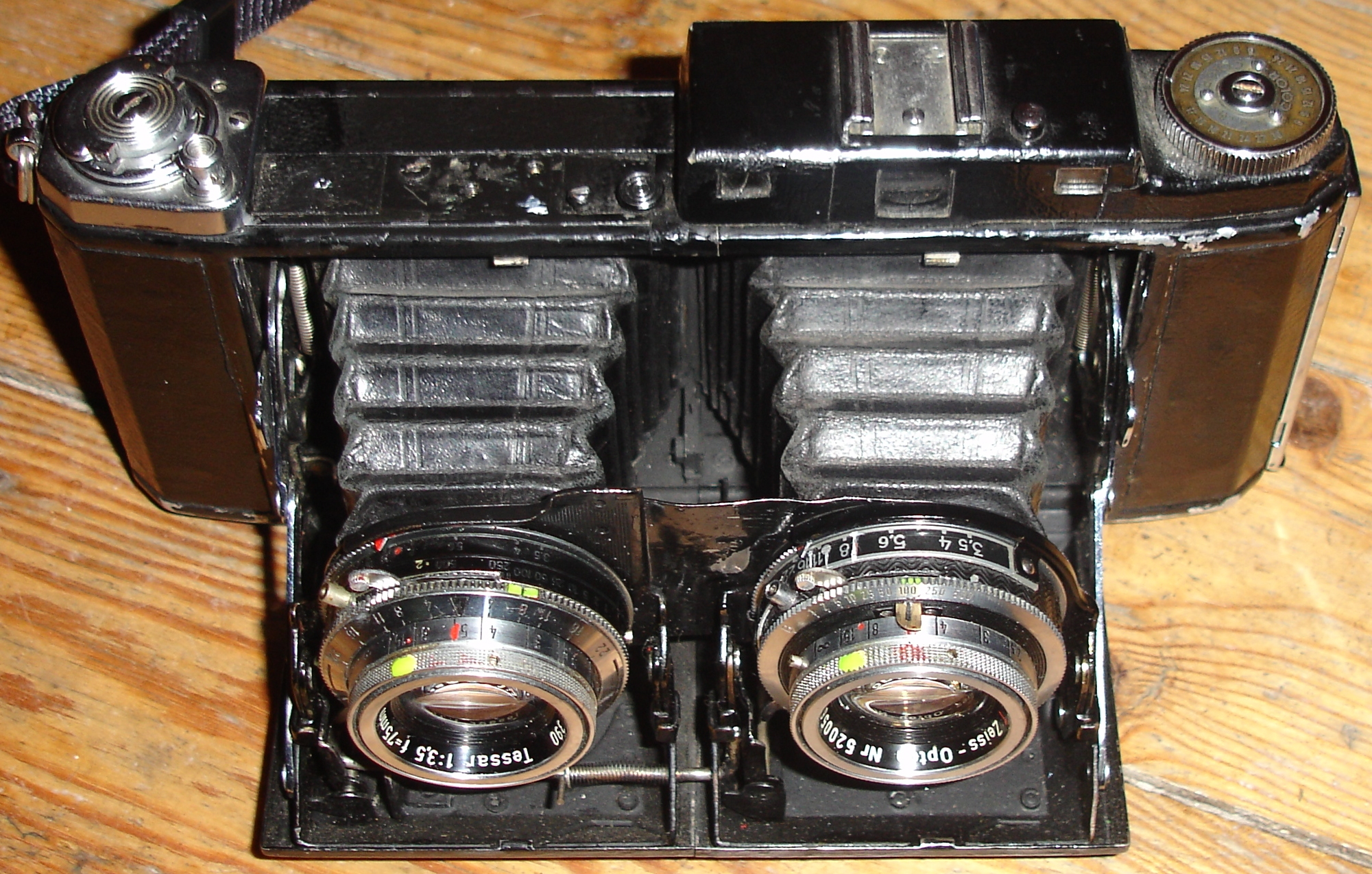
Складной стереофотоаппарат
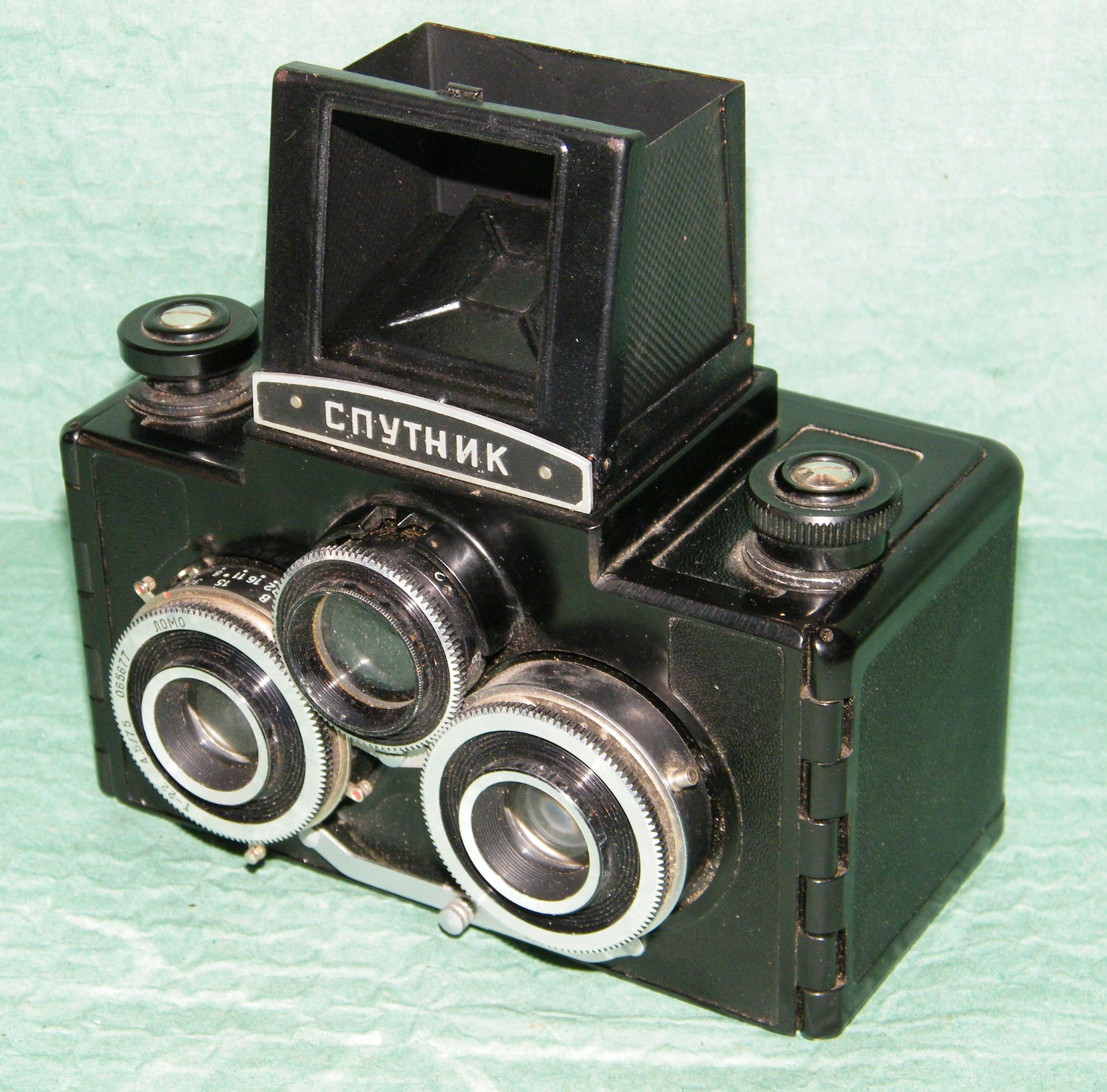
Советский стереофотоаппарат «Спутник»
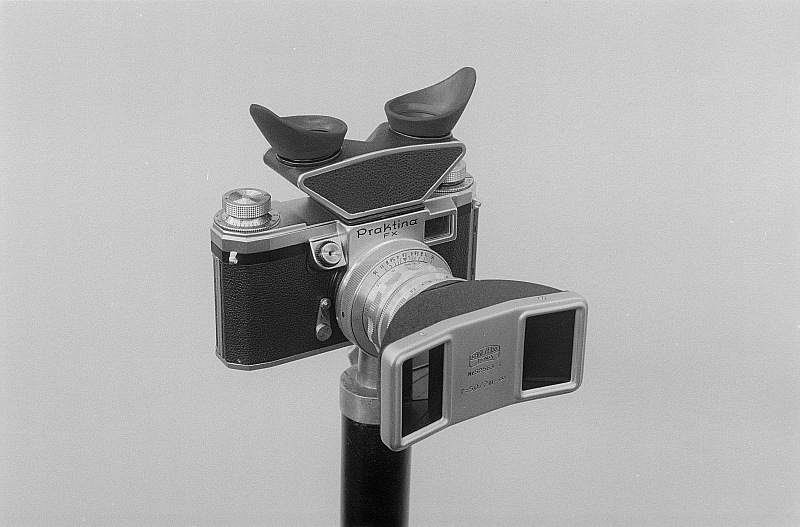
Фотоаппарат со стереонасадкой на объектив
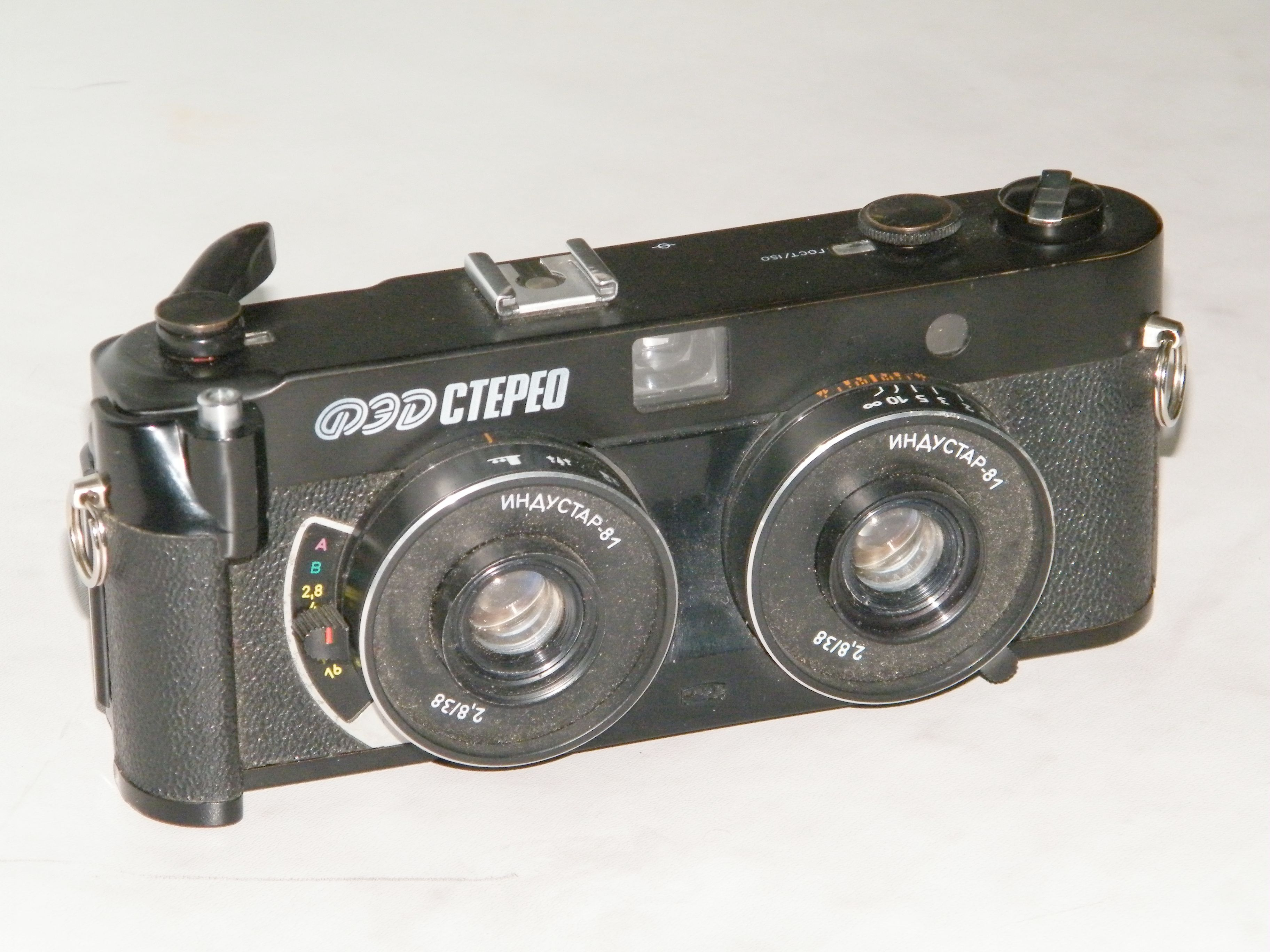
Советский стереофотоаппарат «ФЭД-Стерео»
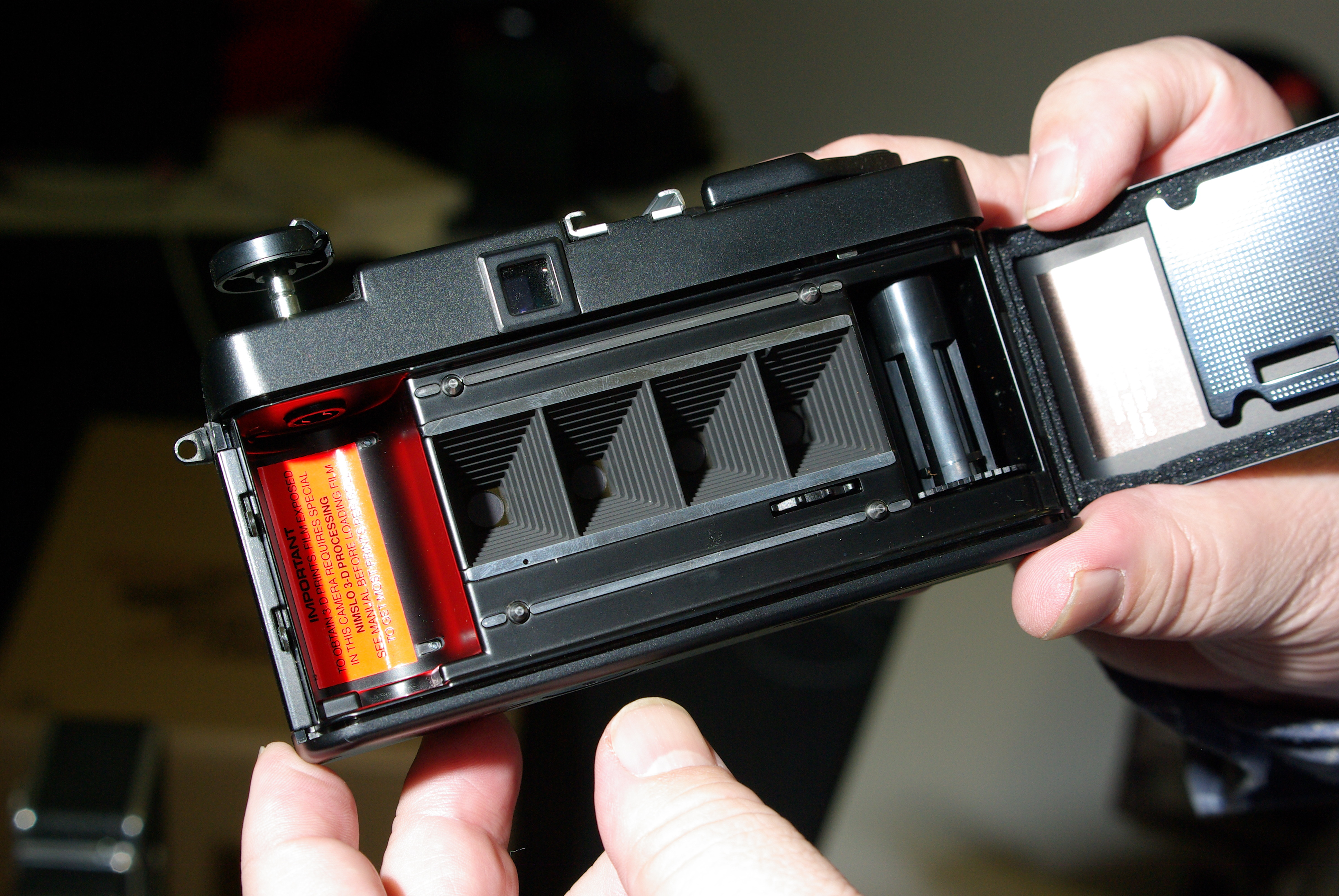
Стереофотоаппарат «Nimslo»
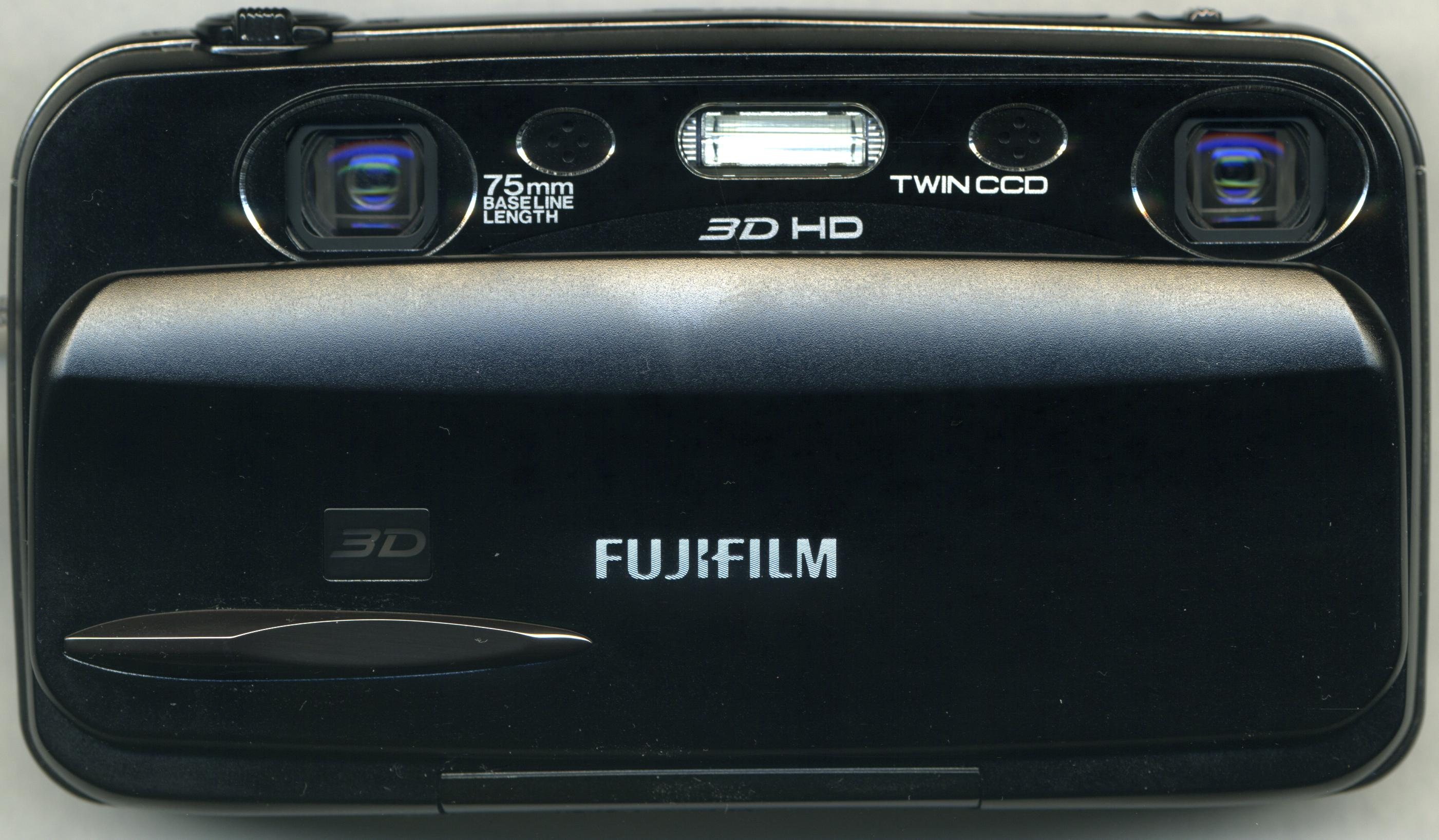
Цифровой стереофотоаппарат Fuji 3D W3 c 3D-экраном (2010-е годы)

Готовое изображение можно наблюдать безо всяких приспособлений (параллельные и перекрёстные стереопары), с помощью стереоскопа, сдвоенного диапроектора или на плоском отпечатке, изготовленном способом лентикулярной печати или с двухцветным анаглифным изображением. В стереоскопе разделение изображений стереопары происходит за счёт отдельных окуляров для правого и левого глаза. Лентикулярный отпечаток не требует никаких оптических приспособлений, а анаглифный предполагает простейшие очки с красным и зелёным светофильтрами. Причём, лентикулярный отпечаток допускает наличие более, чем двух ракурсов стереопары. При диапроекции сепарация осуществляется чаще всего поляризацией с помощью светофильтров на объективах проектора и очков соответствующего типа.

## Гиперстерео
В большинстве случаев при стереосъёмке расстояние между оптическими осями объективов принимается приблизительно таким же, как между зрачками глаз взрослого человека, то есть 65 миллиметров. Такой стереобазис считается стандартным. При этом на готовом снимке ощущение объёма соответствует впечатлению, получаемому при непосредственном наблюдении сцены. Однако, если весь снимаемый сюжет удален от фотоаппарата дальше 100 метров, при нормальном базисе стереоснимок выглядит плоским. Оптимальное ощущение объёма для нормального объектива достигается, если стереобазис составляет приблизительно 1/50 - 1/30 расстояния до объекта съёмки.
Более общее определение стереобазы для любого фокуса F объектива: L*1,5/F. Где L расстояние до объекта.
При больших удалениях и съёмке обширных ландшафтов может потребоваться увеличение стереобазиса до нескольких десятков или даже сотен метров. Такая съёмка возможна одним фотоаппаратом, который переносится с одной точки на другую с сохранением кадрировки, или двумя камерами, синхронизированными с помощью радиоспуска. В предельных случаях стереобазис за счёт орбитального движения Земли может достигать миллионов километров, отображая объёмно астрономические объекты. Расширенный стереобазис часто используется при аэрофотосъёмке для фотограмметрии. Наиболее распространённая технология основана на щелевых аэрофотоаппаратах, ведущих маршрутную съёмку с двух ракурсов: с опережением по курсу и отставанием. Получаемый при этом параллакс может составлять до нескольких километров, обеспечивая отличную читаемость рельефа даже с больших высот.

### Ограничения
При выборе широкого стереобазиса точки съёмки должны располагаться строго на одной высоте, что может вызвать трудности в местностях с выраженным рельефом. При съёмке одним фотоаппаратом требуется строгая неподвижность всех объектов съёмки. Качество стереоснимка может быть снижено даже из-за незначительных колебаний растительности, не говоря о более крупных объектах, таких как облака. При большом количестве движущихся предметов, например автотранспорта, съёмка должна производиться двумя синхронизированными фотоаппаратами одновременно. При этом фокусные расстояния объективов и кадрировка должны быть идентичными, а экспозиционные параметры совпадать.
В отличие от стереоснимков, снятых со стандартным базисом, гиперстерео искажает субъективное восприятие размеров сюжета. Объекты кажутся меньше, чем в реальности, и ближе, чем это было в момент съёмки. При очень больших стереобазисах может создаваться впечатление «игрушечности». Протяжённые в глубину городские ландшафты могут казаться набором плоских декораций, расставленных на разных расстояниях от наблюдателя. По этим причинам большие стереобазисы должны использоваться только при необходимости, главным образом, в прикладных целях. Наиболее распространённое применение гиперстерео — измерения на местности при фотограмметрии. Здесь увеличенный стереобазис повышает точность 3D-моделирования на основе стереоснимков.

### Телестерео
Ощущение «игрушечности» и «картонности» может быть устранено пропорциональным увеличением фокусного расстояния объективов при расширенной стереобазе. В этом случае субъективные размеры объектов на снимке сохраняются нормальными, а вся сцена кажется ближе, чем это было в действительности. Например, при использовании длиннофокусного объектива, фокусное расстояние которого вдвое длиннее нормального, стереобаза также должна быть увеличена в два раза по сравнению со стандартной 65 мм. В этом случае на снимке объекты съёмки кажутся вдвое ближе, чем это было в действительности, сохраняя нормальные размеры.

## Макростерео
При съёмке с расстояний ближе 2 метров параллакс возрастает до величин, снижающих комфортность восприятия сцены. С очень близких дистанций получается стереопара, наблюдать которую становится невозможно из-за слишком больших углов конвергенции. Поэтому при макросъёмке стереобазис уменьшается пропорционально масштабу. Чем ближе объекты съёмки, тем короче должен быть стереобазис. При съёмке неподвижных объектов уменьшенный стереобазис достигается смещением фотоаппарата между экспозициями. Для съёмки движущихся объектов в разных странах выпускались специальные фотоаппараты, например «Macro Realist», пригодный для макрофотографии на дистанциях от 10 до 15 сантиметров.
Ещё один способ стереомакросъёмки предполагает использование планшетного сканера. При этом объект сканируется дважды, и при этом каждый раз укладывается на предметное стекло в незначительно отличающихся положениях.